# Before You Go
«Before You Go» —en español: «Antes de que te vayas»— es una canción interpretada por el cantante y compositor británico Lewis Capaldi, incluida en su primer álbum de estudio, Divinely Uninspired to a Hellish Extent (2019). Fue escrita por el intérprete junto a Phil Plested, Thomas Barnes, Peter Kelleher y Benjamin Kohn, y producida por estos tres últimos. Fue publicada por Virgin EMI Records como cuarto sencillo oficial del disco el 19 de noviembre de 2019. Su letra habla sobre el duelo tras la pérdida de alguien que cometió un acto de suicidio.
La canción marcó el segundo número uno del artista en el Reino Unido y tercero en Irlanda, e ingresó a los diez primeros en Australia, Bélgica, Noruega, Nueva Zelanda y Suiza. Su respectivo videoclip, el cual fue dirigido por Kyle Trash, fue lanzado el 13 de febrero de 2020 y es protagonizado por la actriz estadounidense Sasha Lane.

## Composición
«Before You Go» es, según el intérprete, su canción más personal, y fue escrita por él junto a Phil Plested, Thomas Barnes, Peter Kelleher y Benjamin Kohn, y producida por estos tres últimos, quienes trabajan como un grupo llamado TMS y que también fueron responsables de coescribir y producir «Someone You Loved». La letra de la canción habla sobre el duelo tras la pérdida de alguien que cometió un acto de suicidio; la canción estuvo inspirada en una de las tías de Capaldi, quien se suicidó cuando él era un niño, y su muerte afectó enormemente a su familia. Capaldi escribió «Before You Go» especialmente desde la perspectiva de su madre, quien sintió gran impotencia, remordimiento e ira por no haber podido prevenir la muerte de su hermana.

## Recibimiento comercial
«Before You Go» se convirtió en el segundo gran éxito a nivel internacional de Capaldi. En el Reino Unido, fue su segunda canción en alcanzar la cima del UK Singles Chart y fue certificada con triple disco de platino por la British Phonographic Industry (BPI) tras superar las 1.8 millones unidades vendidas. En Irlanda también logró la primera posición de su lista semanal de éxitos, siendo la tercera canción del artista en lograrlo. En Bélgica alcanzó la segunda posición en la Región Flamenca y la quinta en la Región Valona, y fue certificado con doble disco de platino por vender 80 mil unidades en el país. En otros países de Europa como los Países Bajos, Noruega y Suiza ingresó a los diez primeros de sus respectivas listas, mientras que en Austria, Dinamarca e Italia a los veinte primeros; en este último también fue certificado con disco de platino.
En Australia ubicó la séptima posición de su lista semanal de éxitos y fue certificada con cinco discos de platino por 350 mil unidades vendidas en el país. Asimismo, en Nueva Zelanda alcanzó la novena casilla y una certificación de doble platino por 60 mil unidades.

## Posicionamiento en listas

### Semanales
| Alemania          | German Singles Chart     | 42 |
| Australia         | Australian Singles Chart | 7  |
| Austria           | Ö3 Austria Top 40        | 20 |
| Bélgica (Flandes) | Ultratop 50              | 2  |
| Bélgica (Valonia) | Ultratop 40              | 4  |
| Canadá            | Canadian Hot 100         | 18 |
| Dinamarca         | Danish Singles Chart     | 17 |
| Escocia           | Scottish Singles Chart   | 1  |
| Eslovaquia        | Singles Digitál Top 100  | 12 |
| Estados Unidos    | Billboard Hot 100        | 10 |
| Estados Unidos    | Digital Songs            | 12 |
| Estados Unidos    | Radio Songs              | 5  |
| Estados Unidos    | Pop Songs                | 4  |
| Estados Unidos    | Adult Pop Songs          | 1  |
| Estados Unidos    | Adult Contemporary       | 10 |
| Francia           | French Singles Chart     | 49 |
| Hungría           | Single (Track) Top 10    | 26 |
| Irlanda           | Irish Singles Chart      | 1  |
| Italia            | Top Singoli              | 17 |
| Malasia           | RIM Top 20 Chart         | 6  |
| Noruega           | VG-lista                 | 9  |
| Nueva Zelanda     | NZ Top 40 Singles Chart  | 9  |
| Países Bajos      | Single Top 100           | 7  |
| Reino Unido       | UK Singles Chart         | 1  |
| República Checa   | Singles Digitál Top 100  | 20 |
| Suecia            | Sverigetopplistan        | 23 |
| Suiza             | Swiss Singles Chart      | 5  |

### Anuales
| Alemania          | German Singles Chart     | 88 |
| Australia         | Australian Singles Chart | 8  |
| Austria           | Ö3 Austria Top 40        | 42 |
| Bélgica (Flandes) | Ultratop 50              | 3  |
| Bélgica (Valonia) | Ultratop 40              | 6  |
| Canadá            | Canadian Hot 100         | 15 |
| Dinamarca         | Danish Singles Chart     | 16 |
| Estados Unidos    | Billboard Hot 100        | 21 |
| Estados Unidos    | Digital Songs            | 24 |
| Estados Unidos    | Radio Songs              | 11 |
| Estados Unidos    | Pop Songs                | 6  |
| Estados Unidos    | Adult Pop Songs          | 6  |
| Estados Unidos    | Adult Contemporary       | 17 |
| Francia           | French Singles Chart     | 89 |
| Irlanda           | Irish Singles Chart      | 7  |
| Italia            | Top Singoli              | 60 |
| Noruega           | VG-lista                 | 13 |
| Nueva Zelanda     | NZ Top 40 Singles Chart  | 13 |
| Países Bajos      | Single Top 100           | 10 |
| Reino Unido       | UK Singles Chart         | 4  |
| Suecia            | Sverigetopplistan        | 25 |
| Suiza             | Swiss Singles Chart      | 11 |

### Certificaciones
| País           | Organismo certificador | Certificación | Ventas certificadas | Ref.   |
| -------------- | ---------------------- | ------------- | ------------------- | ------ |
| Alemania       | BVMI                   | Oro           | 200 000             | [ 52 ] |
| Australia      | ARIA                   | 5× Platino    | 350 000             | [ 12 ] |
| Bélgica        | BEA                    | 2× Platino    | 80 000              | [ 9 ]  |
| Canadá         | CRIA                   | 2× Platino    | 160 000             | [ 53 ] |
| España         | PROMUSICAE             | Platino       | 40 000              | [ 54 ] |
| Estados Unidos | RIAA                   | Platino       | 1 000               | [ 55 ] |
| Francia        | SNEP                   | Oro           | 100 000             | [ 56 ] |
| Grecia         | IFPI — Grecia          | Oro           | 10 000              | [ 57 ] |
| Italia         | FIMI                   | Platino       | 70 000              | [ 11 ] |
| Nueva Zelanda  | RMNZ                   | 2× Platino    | 60 000              | [ 14 ] |
| Portugal       | AFP                    | Oro           | 10 000              | [ 58 ] |
| Reino Unido    | BPI                    | 3× Platino    | 1 800 000           | [ 6 ]  |

## Premios y nominaciones
| Año  | Premiación               | Categoría                     | Resultado | Ref.   |
| ---- | ------------------------ | ----------------------------- | --------- | ------ |
| 2020 | LOS40 Music Awards       | Mejor Canción Internacional   | Nominado  | [ 59 ] |
| 2020 | NRJ Music Awards         | Canción Internacional del Año | Nominado  | [ 60 ] |
| 2021 | BMI Pop Awards           | Reconocimiento especial       | Ganador   | [ 61 ] |
| 2021 | iHeartRadio Music Awards | Mejor Letra                   | Nominado  | [ 62 ] |
| 2021 | Ivor Novello Awards      | Canción más Interpretada      | Nominado  | [ 63 ] |